# Dorottya Redai
Dorottya Rédai (Boedapest, 1973) is een Hongaarse LGTB-activiste. Ze werd vooral bekend met haar boek Sprookjesland is van iedereen.

## Biografie
Dorottya Rédai studeerde Engelse taal en letterkunde aan de Loránd Eötvös-universiteit tussen 1992 en 1999 en behaalde er een master. Daarna, in 2002 en 2003, genderstudies aan de Central European University (CEU).
Vanaf 2004 gaat ze aan de slag voor Labrisz Lesbian Association. 
Tussen 2008 en 2015 doctoreerd ze in de comparatieve genderstudies aan de CEU.
In 2021 publiceerde ze het boek Sprookjesland is voor iedereen. 

## Erkentelijkheden
- 2021 - opgenomen in de lijst van meest invloedrijke mensen van 2021 (Time-magazine)[4]
- 2022 - Burgerschapsprijs (Belgische Stichting P&V)[5]